# مارتی هالمه
مارتی هالمه (فنلاندی: Martti Halme؛ زادهٔ ۵ آوریل ۱۹۴۳) بازیکن فوتبال اهل فنلاند بود.
وی همچنین در تیم ملی فوتبال فنلاند بازی کرده‌است.